# Yogho! Yogho!
Yogho! Yogho! is een Nederlandse yoghurtdrank geproduceerd door FrieslandCampina. Vóór de fusie tussen Friesland Foods en Campina was het een merknaam van de tweede. De drank wordt uitgebracht met verschillende fruitsmaken en is gesteriliseerd en daardoor houdbaar.
Het merk is vooral bekend door een reclamecampagne begin jaren negentig. Voor deze reclames werd een eerder Yogho! Yogho!-lied bewerkt (van de hand van Hans van Hemert, Piet Souer en Ilja Gort). Het lied werd herschreven met allerlei absurde rijmregels (zoals Er loopt een engerd in het bos/ die eet een broodje albatros), gevolgd door de kreet "Yogho Yogho". Hoewel er begin jaren 80 al een iets serieuzere reclame van bestond met dezelfde melodie. Een gezin fietst door het bos en de twee kinderen komen bij een put waar een muziekband uit tevoorschijn komt (Het is die fijne yoghurtdrank, lekker puur en lekker slank "Yogho Yogho")
Een belangrijke concurrent van Yogho! Yogho! was Fristi, een merk van Friesland Foods. Eind 2008 werd dan ook bekend dat het nieuwe fusiebedrijf de zuivelfabriek Nijkerk met een aantal merken moest afstoten. Deze zuivelfabriek werd samen met een aantal merken overgenomen door de Zweeds-Deense zuivelcoöperatie Arla Foods.
De merken Yogho! Yogho! en Choco Choco zijn verkocht aan het Belgische Inza. Buiten de Europese Unie blijft FrieslandCampina eigenaar van het merk en buiten de Benelux heeft FrieslandCampina een licentie.
De productie van de yoghurtdrank stopte eind 2020. In 2021 keerde het merk Yogho! Yogho! terug als een geheel veganistische productenreeks. De drank die nu onder deze naam wordt verkocht is gemaakt op basis van soja en is verkrijgbaar in drie smaken.